# Ananindeua
Ananindeua este un oraș în Pará (PA), Brazilia.